# Tomorrow is the last Time
〈Tomorrow is the last Time〉(투모로 이즈 더 라스트 타임, 일본어: トゥモロー・イズ・ザ・ラスト・タイム 투모로우 이즈 자 라스토 타이무[*])는 쿠라키 마이의 정규 음반 《FUTURE KISS》에 수록되어있는 곡이며, 《명탐정 코난》의 닫는 곡, 대한민국에서는 《명탐정 코난 9기》 주제가이다. 
한국어 버전은 음원화가 되지 않았다. 
| TV 애니메이션 《명탐정 코난》 닫는 곡 2010년 9월 18일 (588화) ~ 2010년 12월 25일 (601화)     |                                           |                                                                      |
| 이전 곡: Hundred Percent Free 〈Hello Mr. my yesterday〉                                     | 쿠라키 마이 〈Tomorrow is the last Time〉 | 다음 곡: Hundred Percent Free 〈십오야 크라이시스 ~네가 보고 싶어~〉 |
| TV 애니메이션 《명탐정 코난》 더빙판 주제가 2011년 4월 4일 (441화) ~ 2011년 6월 14일 (484화) |                                           |                                                                      |
| 이전 곡: 메이트 〈빛〉                                                                       | 쿠라키 마이 〈Tomorrow is the last time〉 | 다음 곡: 애쉬그레이 〈Hello Mr. my yesterday〉                       |